# 拉姆博海崖
80°48′S 26°42′W / 80.800°S 26.700°W
拉姆博海崖（英語：Ram Bow Bluff），是南極洲的海崖，位於科茨地，屬於沙克爾頓山脈的一部分，在1957年由英聯邦探險隊繪入地圖，現時由南極條約體系管理。